# ديلان كونينغهام
ديلان كونينغهام (بالإنجليزية: Dylan Cunningham)‏ هو لاعب إسكواش أمريكي، ولد في 22 يوليو 1994 في فيلادلفيا في الولايات المتحدة.

## وصلات خارجية
- ديلان كونينغهام على موقع الاتحاد الدولي لمحترفي الاسكواش (مؤرشف) (الإنجليزية)
- ديلان كونينغهام على موقع SquashInfo.com (الإنجليزية)